# فرخنده عینک‌سیاه
فرخنده (نام علمی: Trichothraupis melanops) نام یک گونه از تیره فرخنده است.